# Proutia niphonica
Proutia niphonica is een vlinder uit de familie van de zakjesdragers (Psychidae). De wetenschappelijke naam van de soort is voor het eerst voorgesteld als Fumea niphonica door Hiroshi Hori in een publicatie uit 1926. De spanwijdte bedraagt 9 tot 13,5 millimeter.
De soort komt voor in de lager gelegen delen van Korea en Japan (Hokkaido, Honshu, Kyushu) en vliegt vanaf eind mei. De soort overwintert als rups.